# Hollændervogn
En hollændervogn er en politi-indsatsvogn til at kontrollere store folkemængder ved uroligheder og gadekampe.
Vogntypen kaldes en hollændervogn, fordi dens opbygning og strategien bag anvendelsen er opfundet af det hollandske politi (Manschappenvoertuig Mobiele Eenheid). De første hollændervogne blev anskaffet i december 1997 og blev indkøbt som færdige enheder. Denne indkøbsmåde er benyttet siden, da det er langt billigere med serieproducerede enheder, end selv at ombygge dem i Danmark.
I forbindelse med rydningen af Ungdomshuset i marts 2007 og de derpå følgende uroligheder, lånte politiet 36 ekstra hollændervogne af det svenske og det hollandske politi. De var udstyrede med danske nummerplader, men var stadig markerede med det hollandske POLITIE og det svenske POLIS i stedet for POLITI.
En del medier benævner lignende køretøjstyper for hollændervogne, selvom navnet kun omfatter denne store udgave.

## Vognens opbygning
Køretøjet er opbygget omkring en Mercedes-Benz Vario-varevogn ombygget efter et koncept, hvor den er så robust og afvisende overfor kasteskyts som muligt. Den er beklædt med hård plastic og kulfiber, der er malet med brandhæmmende maling. Alle ruder er af panserglas og forruden er beklædt med et metalgitter. Vognen er desuden udstyret med run-flat-dæk (en hård plastickerne inden i dækket), så man kan køre videre selv med punkterede dæk. Udstødningsrøret er udformet, så fremmedlegemer ikke kan stoppe motoren.
Vognene har også vægte i bunden, så de har et lavt tyngdepunkt. Dette gør det næsten umuligt for en menneskemængde at vælte dem. Tilsvarende vogne i udlandet har tåregasgranatkastere og vandkanoner monteret.

## Historisk baggrund
Når politiet har skullet rydde gader i forbindelse med uroligheder, har den klassiske fremgangsmåde været at anvende politikæder, der drev uromagere væk fra området. Med den stigende vold mod politiet i forbindelse med uroligheder og den stigende taktiske koordinering blandt urostiftere, opstod der flere og flere farlige situationer. Et eksempel er 18. maj-urolighederne i 1993 hvor politiet blev fanget imellem flere hold aktivister og hvor det endte med, at politiet affyrede 113 pistolskud.

## Taktisk anvendelse
Vognen anvendes blandt andet på følgende måder:
- Rullende barrierer, hvor vognene kører ved siden af hinanden som de klassiske politikæder.
- Ved selektive anholdelser, hvor politi uden for vognen udpeger særligt aktive elementer. Vognen kører herefter helt frem til personerne, betjente forlader kortvarigt vognen og anholder de udpegede. Derefter stiger politi og arrestanter ind i vognen, som derefter trækker sig tilbage.
- Som tilflugt og retræteenhed, hvor øvrigt politi er i knibe.
- Som forhindringsrydder, dog kun ved mindre forhindringer (f.eks. affaldscontainere) . Til større forhindringer råder politiet over en Unimog[5] specielt bygget til rydning af sådanne (f.eks. brændende biler).
- Til at beskytte politifolk til fods mod chaussésten, molotovcocktails o.lign.
- Afskrækkende: Ved situationer, hvor politiet frygter ballade, benyttes vognene til at vise, at man er forberedt.

### Fodnoter
1. ↑  nyheder.tv2.dk - Politiet køber nye hollændervogne - 20-03-2007 Hentet 05-03-2025
2. ↑  dr.dk - Politiet låner 20 svenske politibiler - 02-03-2027 Hentet 05-03-2025
3. ↑  "Politiet låner sikrede køretøjer i Holland". Arkiveret fra originalen 23. juni 2018. Hentet 23. juni 2018.
4. ↑  "The crew and vital components are protected from the effects of explosives under the vehicle by bolt-on armour shields." – Jane's Police and Security Equipment 2001-2002,Edited by Mike McBride, ISBN 0-7106-2326-7
5. ↑  "Politiets historie - År 1990-1999". Arkiveret fra originalen 23. juni 2018. Hentet 23. juni 2018.